# Міра Мураті
Міра Мураті (англ. Mira Murati; нар. 16 грудня 1988, Вльора, Албанія) — американська інженерка і бізнес-менеджерка албанського походження. З 2018 року обіймає посаду головного технічного директора компанії OpenAI, а у листопаді 2023 року коротко була тимчасовою головною виконавчою директоркою OpenAI.

## Життєпис

### Ранні роки
Народилась 16 грудня 1988 року у Вльорі, Албанія.
Навчалася в коледжі Колбі (Вотервіль, США) та Дартмутському коледжі (Гановер, США).

### Кар'єра
Розпочала свою кар'єру як стажер у Goldman Sachs 2011 року. З 2012 по 2013 рік працювала у французькій компанії Zodiac Aerospace. Три роки працювала в Tesla як старший менеджер із продукції Model X, після цього працювала в компанії Leap Motion.
У 2018 році приєдналася до OpenAI, згодом стала її головним технічним директором, очолила роботу компанії над ChatGPT, DALL-E та Codex, контролювала продуктові команди, команди з безпеки та команди з досліджень.
17 листопада 2023 року обійняла посаду тимчасового виконавчого директора OpenAI після раптової відставки Сема Альтмана. Через три дні її замінив на посаді підприємець Еммет Шир, а ще через кілька днів на позиції було поновлено Сема Альтмана. Мураті залишалася на посаді головного технічного директора компанії, проте 25 вересня 2024 року заявила, що покидає OpenAI. Своє рішення пояснила бажанням «звільнити час та простір для власного дослідження».